# Anjouandwergooruil
De anjouandwergooruil (Otus capnodes) is een vogelsoort uit de familie van de strigidae (uilen). Deze uil werd in 1889 door John Henry Gurney beschreven. Het is een bedreigde, endemische vogelsoort van het eiland Anjouan, een deelstaat van de Comoren. 

## Kenmerken
De uil is 20-22 cm lang. Het is een kleine, overwegend donker gekleurde uil met donkere vlekken en streepjes. Er zijn twee kleurvormen: de een is donker bruingrijs, de ander wat bleker van kleur. Deze vormen komen naast elkaar voor. De uil is vooral te herkennen aan het geluid.

## Verspreiding en leefgebied
Deze soort is endemisch op het eiland Anjouan (Comoren). De uil is afhankelijk van bos met grote bomen waarin holtes zijn. Het belangrijkste leefgebied is daarom ongerept regenwoud in heuvelland, maar de uil wordt ook in uitgekapt bos en plantages aangetroffen.

## Status
De anjouandwergooruil heeft een zeer klein verspreidingsgebied en daardoor is de kans op uitsterven aanwezig. De grootte van de populatie werd in 2017 door BirdLife International geschat op  2300-3600  volwassen individuen. Dit is meer dan voor 2016 werd gevreesd. Deze uil blijkt zich te kunnen aanpassen aan gekapt bos waarin her en der grote bomen blijven staan. Over de schaal waarop ontbossing voor de winning van houtskool plaatsvindt zijn geen betrouwbare gegevens. Wel zijn er invasieve diersoorten als zwarte ratten die waarschijnlijk een bedreiging vormen voor deze uil. Om deze redenen staat deze soort niet meer als kritiek maar als bedreigd op de Rode Lijst van de IUCN.